# غار گدازه‌ای
غار گدازه‌ای (به انگلیسی: lava cave) غاری است که به وسیله سخت شدن گدازه‌های آتشفشانی در آخرین مرحله فعالیت آنها شکل می گیرد.

## نگارخانه

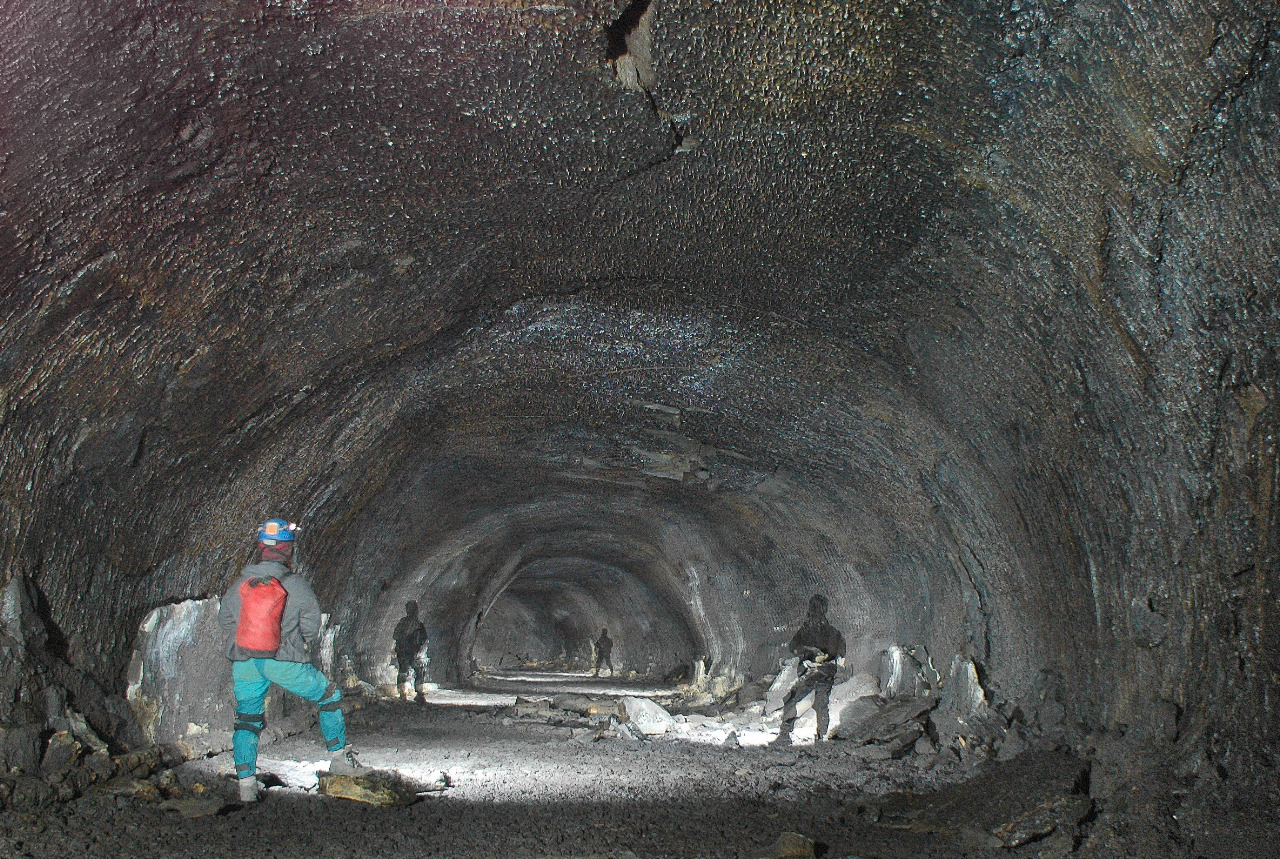
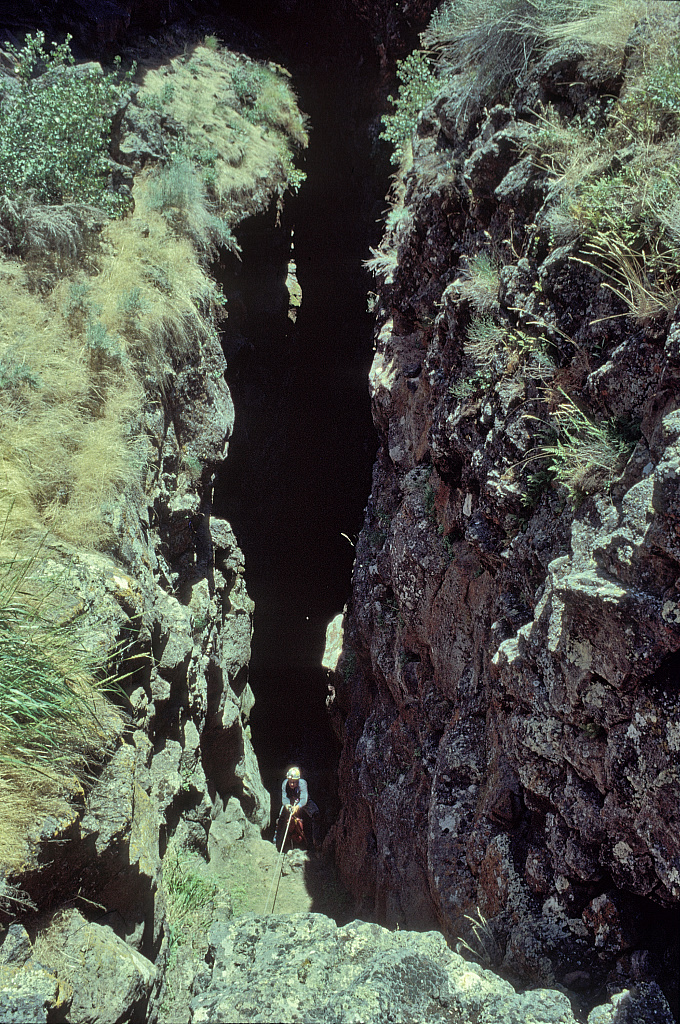
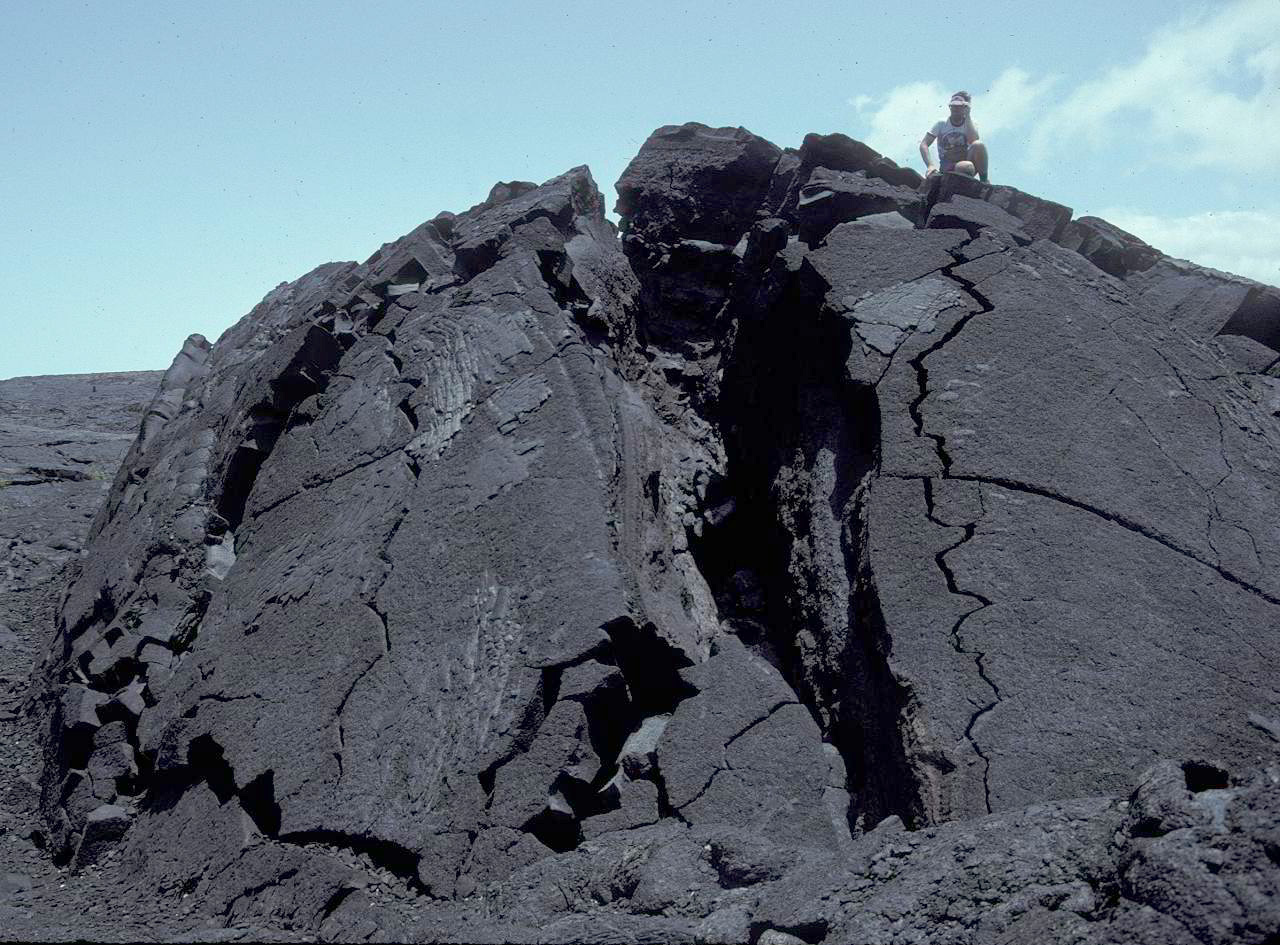
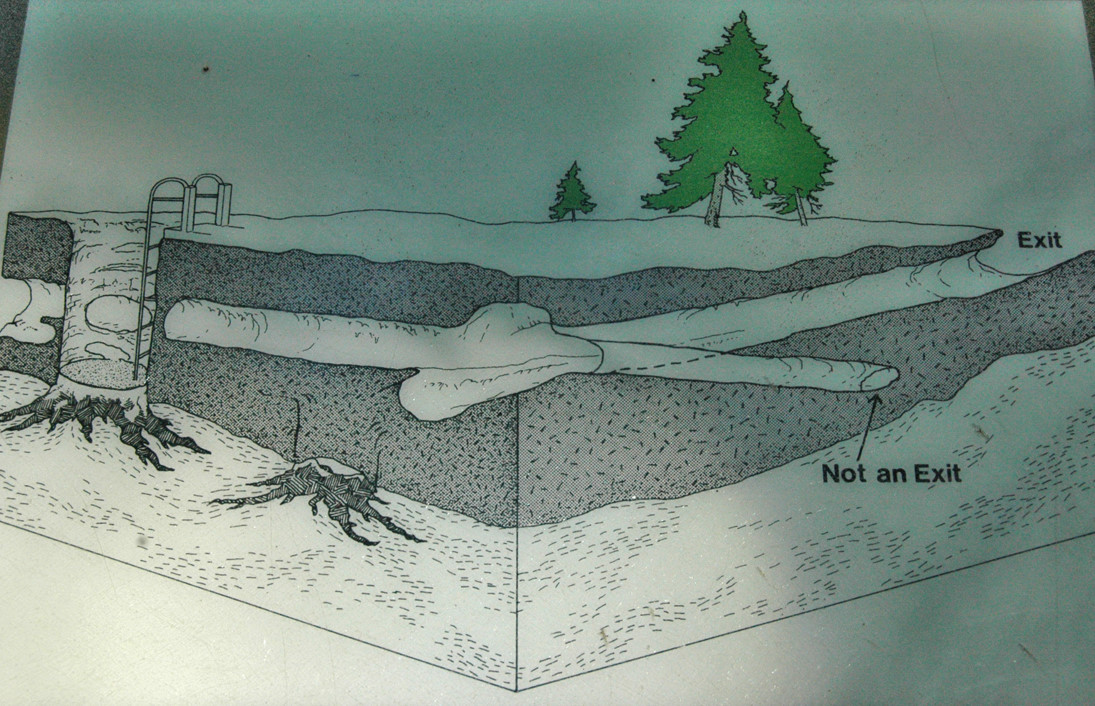
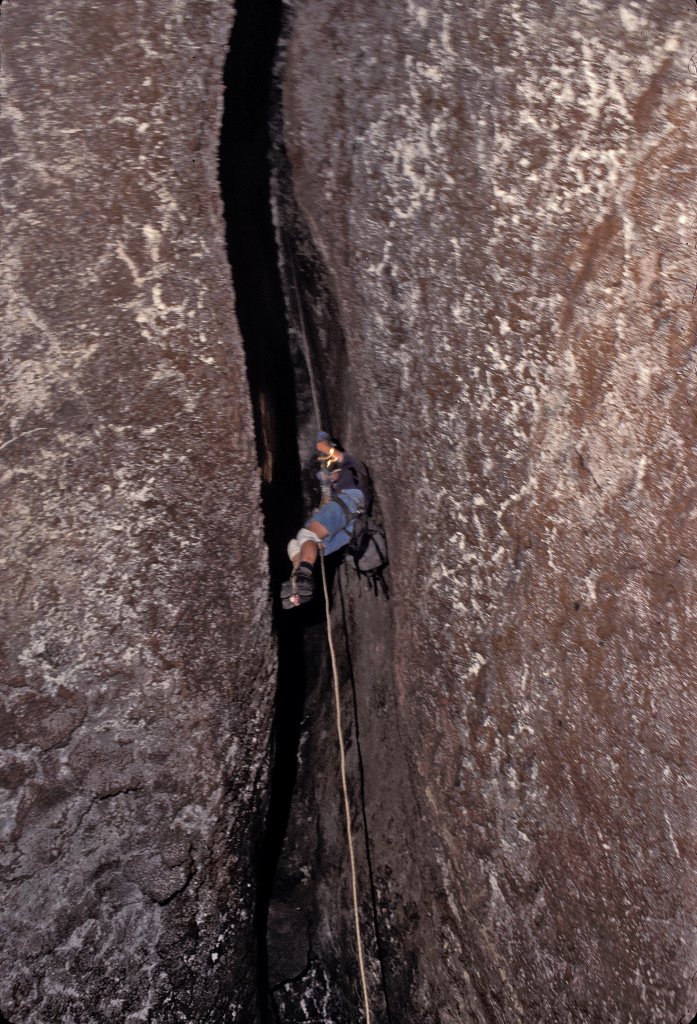
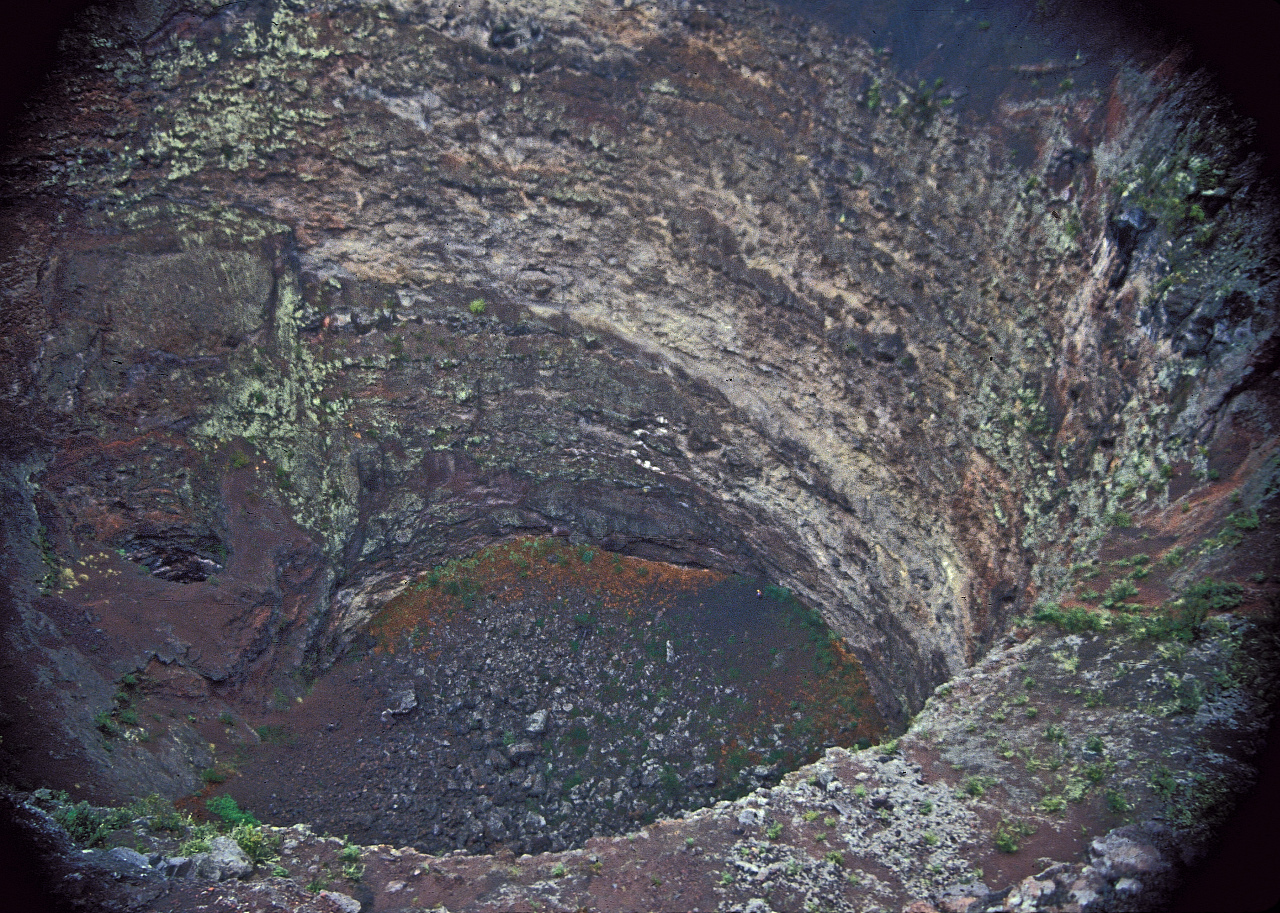